# Fédération française d'aïkido et de budo
La Fédération française d'aïkido et de budo (FFAB) est une fédération de plus de 800 clubs et de près de 19 000 licenciés. Elle dispose de l'agrément du Ministère des Sports par arrêtés du 7 octobre 1985 et du 3 décembre 2004, et est reconnue par l'Aïkikaï So Hombu de Tokyo.
Le dirigeant de la fédération est Didier Allouis depuis 2024.

## Présentation
Créée le 8 mai 1982, la FFAB (originellement la FFLAB, nom modifié en octobre 1985) œuvre dans le cadre du travail présenté et développé par Nobuyoshi Tamura lors de son séjour en France, de 1964 à 2010.
Elle fait partie, avec la FFAAA, de l'Union des Fédérations d'Aïkido, et est également membre de la Fédération européenne d'Aïkido. Son siège se trouve à Bras. La ville abrite par ailleurs le dojo Shumeikan, dojo historique de Nobuyoshi Tamura. C'est dans ce lieu qu'évolue l’École Nationale d'Aïkido, où chacun poursuit sa recherche, dans l'esprit du créateur de la discipline, O'Sensei.